# Glenea rufobasaloides
Glenea rufobasaloides é uma espécie de escaravelho da família Cerambycidae. Foi descrita por Stephan von Breuning em 1961.